# Areopoli
Areopoli (Grieks: Αρεόπολη) is een stad in de deelgemeente (dimotiki enotita) Oitylo van de fusiegemeente (dimos) Anatoliki Mani, in de Griekse bestuurlijke regio (periferia) Peloponnesos.
Areopoli ligt op het schiereiland Mani, en is genoemd naar de Griekse oorlogsgod Ares omdat in deze stad de Griekse bevrijdingsstrijd is begonnen. Voor de bevrijdingsstrijd heette de plaats Tsímova. De plaats heeft ongeveer 1000 inwoners en ligt op wegen naar Githion en Kalamáta.

## Bezienswaardigheden
- Athanátonplein met het beeld van Petrobey Mavromichális.
- Ágios Athanásioskerk
- Taxiarchoskerk (met de aartsengelen Gabriël en Michaël als schutspatronen)
- woontoren met een militair museum
- Ágios Ioánniskerk